# Rev Theory
I Rev Theory (precedentemente noti come Revelation Theory) sono un gruppo hard rock statunitense formatosi nel 2002 a North Andover, Massachusetts.

## Storia del gruppo

### Primi anni eTruth Is Currency(2002-2006)
I membri della band Rich Luzzi, Dave Agoglia e Julien Jorgensen si incontrarono per la prima volta nel 1997 al Merrimack College, North Andover. Successivamente, intorno al 2002, si trasferiscono tutti a Long Island, nello stato di New York, dove sperano di intraprendere la carriera di musicisti. Circa un anno dopo si unisce alla band anche il bassista Matty McCloskey, che ai tempi frequentava la New York University. Il quartetto è completo, con Rich alla voce, Dave alla chitarra, Matty al basso e Julien alla batteria, la band prende il nome di Revelation Theory registrano il loro primo EP intitolato Revelation Theory, e incominciano un tour.
Nel 2005 ottengono un contratto discografico con una sotto-etichetta della EMI, la Element Records e pubblicano il loro primo album in studio, dal titolo Truth Is Currency, un album, a differenza dei suoi successori, caratterizzato da sonorità molto più spinte e crossover.
Dal 2005 in poi la band si impegna costantemente in tour con altri gruppi come Hinder e Sevendust. Durante un altro tour con Hinder, Buckcherry e Evanescence il singolo Slowburn si piazza alla posizione numero 27 nella Mainstream Rock Tracks americana.

### Light It Upe innovazioni (2007-2009)
Nel 2007 la band torna in tour con Hinder, Papa Roach e Buckcherry. Più tardi la band firma un nuovo contratto con la major discografica Interscope Records, e si mette al lavoro per comporre il suo secondo album in studio, Light It Up, e i membri decidono di semplificare il proprio nome in Rev Theory. Doveroso ricordare è che in questo periodo fa la sua comparsa nella band un quinto elemento, il chitarrista Rikki Lixx e il sound della band si ammorbidisce, consolidandosi in un hard rock molto potente, ma di facile ascolto. La band raggiunge successivamente maggior successo quando la WWE decide di mandare i loro singoli su pay-per-view, inizialmente con Light It Up, che ha fatto da sigla per WrestleMania XXIV, e successivamente con Hell Yeah come tema ufficiale di WWE One Night Stand, che ha avuto luogo nel mese di giugno. L'ex diva della WWE Ashley Massaro appare nel video ufficiale di Hell Yeah. Nel 2008 a Rich Luzzi venne affidata la parte per la composizione vocale del tema d'ingresso per la superstar della WWE Randy Orton. Hell Yeah compare anche nel videogioco Madden NFL 2009.
Interscope, Geffen A & E Records e Microsoft si sono unite per promuovere la premier del video di Hell Yeah su Xbox LIVE. Il video di Hell Yeah è stato il primo video musicale pubblicato su Xbox LIVE.
La band ha trascorso il resto del 2008 a suonare nello Jägermeister Music Tour, come band d'apertura per Hinder e Trapt. Il singolo Light It Up è stato incluso come pacchetto scaricabile nell'Hard Rock Package per il videogioco Guitar Hero World Tour per le versioni Xbox 360, PlayStation 3 e Wii.
Il singolo Hell Yeah è usato anche come tema iniziale e finale della serie televisiva Blue Mountain State in onda su Spike TV ed MTV.

### Justice(2010-2011)
Nel febbraio 2010 la band si impegna per la scrittura e la stesura del nuovo materiale che sarebbe servito per registrare il terzo album. Sotto la guida del produttore Danny Date la band entra in studio e annuncia che il nuovo album sarebbe uscito nel febbraio del 2011. La title track e primo singolo estratto dall'album è Justice ed è stata pubblicata su iTunes il 25 ottobre 2010 e per radio il 2 novembre. La canzone Hangman viene usata come colonna sonora alternativa per WWE SmackDown e viene suonata live dalla stessa band in un episodio della serie TV Blue Mountain State. Il 15 febbraio 2011 esce il terzo album dei Rev Theory, dal titolo Justice e debutta alla posizione 75 nella Billboard 200.
Il 12 aprile 2012, la band annunciò sulla propria pagina Facebook che Rikki Lixx non faceva più parte della band:
(Rev Theory, pagina ufficiale di Facebook)

### Take 'Em OuteThe Revelation(2012-presente)
Il 1º novembre 2012 il gruppo annunciò l'uscita dell'EP Take 'Em Out, pubblicato il 27 novembre 2012 dalla Universal Records. Dopo aver intrapreso un tour per promuovere l'EP, il gruppo pubblicò un teaser nel febbraio 2014 che preannunciava la pubblicazione dell'album Red Light Queen e l'annuncio di un tour in cui sarebbero stati accompagnati da Paul Phillips (precedentemente nei Puddle of Mudd).
Il 6 aprile 2014 il gruppo si esibì dal vivo durante l'evento WrestleMania XXX suonando il brano Voices, entry song del wrestler Randy Orton.
Nell'agosto successivo il gruppo firmò un contratto con la Another Century, una sottodivisione della Century Media Records, e annunciarono la pubblicazione del singolo Born 2 Destroy. L'8 gennaio 2016 il brano We Own the Night venne pubblicato come singolo digitale.
Il 29 luglio 2016 il gruppo annuncia The Revelation, quarto album in studio pubblicato il 9 settembre 2016.

## Formazione

### Formazione attuale
- Rich Luzzi – voce (2002-presente)
- Julien Jorgensen – chitarra (2002-presente)
- Matt McCloskey – basso, cori (2002-presente)
- Dave Agoglia – batteria (2002-presente)

### Ex componenti
- Rikki Lixx – chitarra (2007-2012)

## Discografia

### Album
- 2005 – Truth Is Currency
- 2008 – Light It Up
- 2011 – Justice
- 2016 – The Revelation

### EP
- 2004 – Revelation Theory
- 2009 – Acoustic Live from the Gibson Lounge
- 2012 – Take 'Em Out

### Singoli
- 2005 – Slowburn
- 2008 – Light It Up
- 2008 – Hell Yeah
- 2008 – Far From Over
- 2010 – Broken Bones
- 2010 – Justice
- 2011 – The FIre
- 2012 – Something New
- 2014 – Born 2 Destroy
- 2016 – We Own the Night